# Stauranthera
Stauranthera är ett släkte av tvåhjärtbladiga växter. Stauranthera ingår i familjen Gesneriaceae.
Kladogram enligt Catalogue of Life:
| Stauranthera | \| \| Stauranthera argyrescens \| \| \| \| \| \| Stauranthera coerulea \| \| \| \| \| \| Stauranthera grandiflora \| \| \| \| \| \| Stauranthera ionantha \| \| \| \| \| \| Stauranthera novoguineensis \| \| \| \| \| \| Stauranthera parvifolia \| \| \| \| \| \| Stauranthera umbrosa \| \| \| \| |
|              | \| \| Stauranthera argyrescens \| \| \| \| \| \| Stauranthera coerulea \| \| \| \| \| \| Stauranthera grandiflora \| \| \| \| \| \| Stauranthera ionantha \| \| \| \| \| \| Stauranthera novoguineensis \| \| \| \| \| \| Stauranthera parvifolia \| \| \| \| \| \| Stauranthera umbrosa \| \| \| \| |
|              | Stauranthera argyrescens |
|              | |
|              | Stauranthera coerulea |
|              | |
|              | Stauranthera grandiflora |
|              | |
|              | Stauranthera ionantha |
|              | |
|              | Stauranthera novoguineensis |
|              | |
|              | Stauranthera parvifolia |
|              | |
|              | Stauranthera umbrosa |
|              | |